# HMS Audacious (1912)
La HMS Audacious fu la quarta e ultima corazzata dreadnought della classe King George V costruita dalla Royal Navy nei primi anni dieci. Dopo il completamento nel 1913, passò tutta la sua carriera nella Home e Grand Fleet. Fu affondata da una mina navale tedesca sulla costa nord della contea di Donegal, nell'Irlanda del Nord, nell'ottobre 1914.

## Disegno e descrizione
La classe King George V fu disegnata come versione più grande e migliorata della precedente classe Orion. La Audacious ebbe una lunghezza fuoritutto di 181,2 m, un baglio massimo di 27,2 m e un'immersione di 8,7 m. Dislocava 25 830 t con carico normale e 27 560 t a pieno carico. L'equipaggio contava 860 tra ufficiali e marinai nel 1914.
Le navi della classe King George V erano propulse da due set di turbine a vapore Parsons a innesto diretto, ognuno collegato a due alberi con relative eliche, che usavano il vapore creato dalle 18 caldaie a carbone Yarrow. Le turbine, che sviluppavano 20 000 kW, furono scelte per dare alle navi la velocità di 21 nodi.  Avevano un'autonomia di 5 910 miglia nautiche alla velocità di crociera di 10 nodi.

### Corazzatura e armamento
Come la classe Orion, la classe King George V fu equipaggiata con 10 cannoni Mark V da 343 mm in 5 torrette binate idrauliche, tutte sull'asse di simmetria. Le torrette erano chiamate 'A', 'B', 'Q', 'X' e 'Y', da prua a poppa. L'armamento secondario consisteva in 16 cannoni Mark VII da 102 mm. Otto di questi erano montanti sul castello di prua, quattro sul cassero e quattro in casematte sul lato dello scafo davanti alla prima torretta a prua. Quattro cannoni da 47 mm a salve erano anche a bordo. La nave era equipaggiata anche con tre tubi lanciasiluri sommersi da 533 mm, uno su ogni fiancata e uno a poppa, con 14 siluri immagazzinati.
Le navi della classe King George V erano protette da una cintura corazzata al galleggiamento da 305 mm che si estendeva tra le barbette. I ponti variavano di spessore tra 25 e 102 mm con la porzione più spessa a protezione della timoneria a poppa. Le torrette principali erano spesse 279 mm e sostenute da barbette spesse 254 mm.

### Modifiche
Le fonti disponibili non citano l'aggiunta di un sistema di puntamento su di una piattaforma sopra la coffa d'avvistamento, ma evidenze fotografiche mostrano l'apparecchio visibile mentre la nave affondava.

## Costruzione e carriera

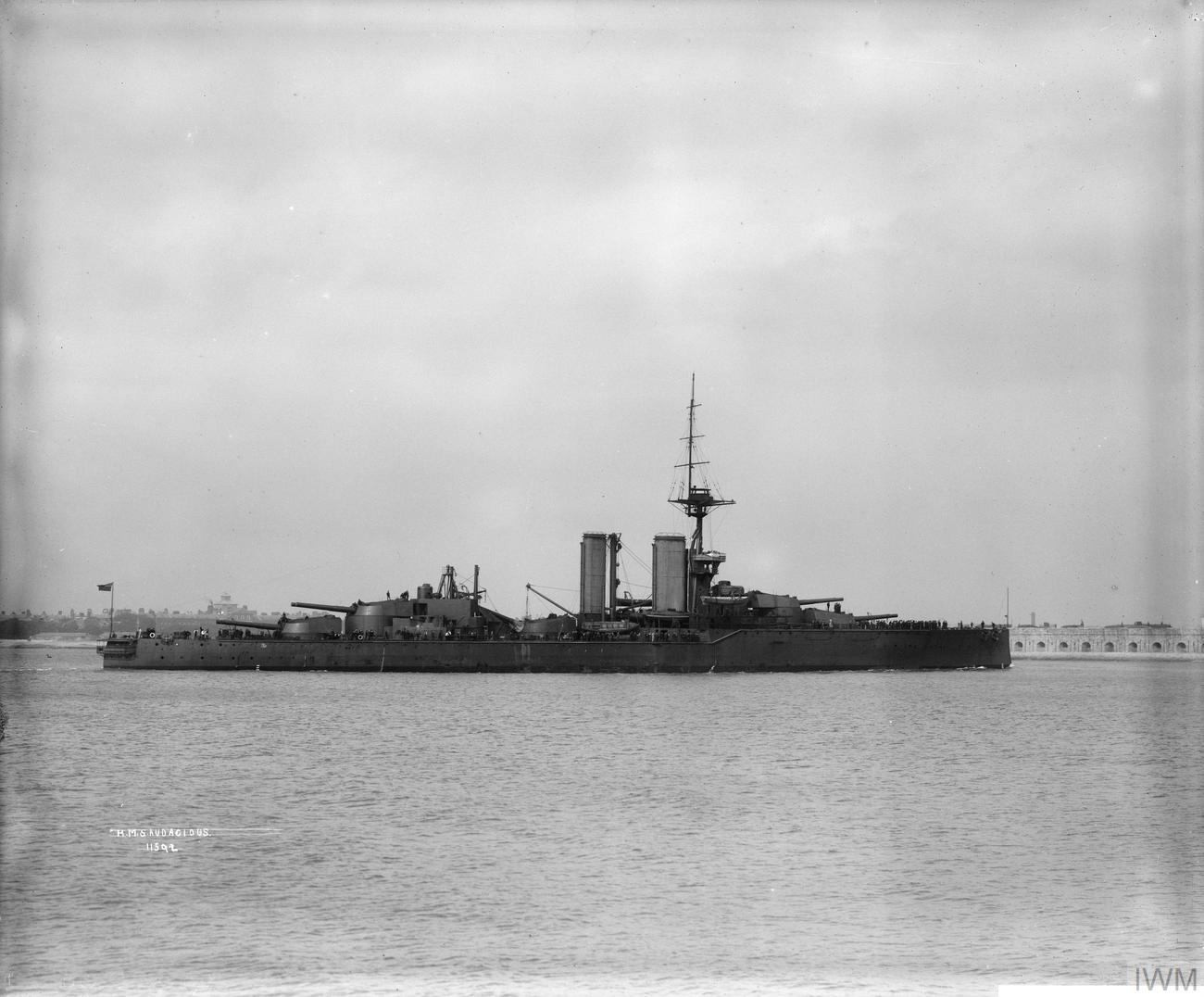
L'Audacious al completamento nel 1913.

Ordinata nei piani navali del 1910-1911, l'Audacious fu la terza nave con questo nome a servire nella Royal Navy. La nave fu impostata nei cantieri Cammel Laird a Birkenhead il 23 marzo 1911 e fu varata il 14 settembre 1912. Fu completata nell'agosto 1913 al costo di 1 918 813 £, ma non entrò in servizio fino al 15 ottobre, unendosi alle navi gemelle nel 2nd Battle Squadron. Tutte e quattro le navi gemelle rappresentarono la Royal Navy durante le celebrazioni per la riapertura del canale di Kiel in Germania nel giugno 1914.

### Prima guerra mondiale
Tra il 17 e il 20 luglio l'Audacious prese parte a un test di mobilitazione e ad una rivista della flotta come parte della risposta britannica alla crisi di luglio. Arrivò a Portland il 25 luglio e quattro giorni dopo le fu ordinato di proceder con il resto della Home Fleet verso Scapa Flow per salvaguardare la flotta da possibili attacchi a sorpresa della Kaiserlich Marine. In seguito allo scoppio della prima guerra mondiale, la Home Fleet fu ridesignata Grand Fleet e posta al comando dell'ammiraglio Sir John Jellicoe. Il mese seguente la nave fu raddobbata presso l'HMNB di Devonport e si riunì alla Grand Fleet all'inizio di ottobre.

#### Affondamento
Ripetute segnalazioni di sommergibili a Scapa Flow portarono Jellicoe a concludere che le difese fossero inadeguate ed ordinò quindi che la Grand Fleet si disperdesse in altre basi fino a quando le difese non fossero state rinforzate. Il 16 ottobre la 2ª squadra di battaglia fu inviata a Loch na Keal sulla costa occidentale della Scozia. La squadra partì per esercitazioni di tiro davanti a Tory Island, in Irlanda, la mattina del 27 ottobre e l'Audacious colpì una mina alle 08:45, posata pochi giorni prima dall'incrociatore ausiliario tedesco Berlin. Il comandante Cecil Dampier, pensando che la nave fosse stata silurata, issò l'allerta per i sottomarini. In accordo con le istruzioni le corazzate lasciarono l'area, lasciando nella zona le navi più piccole per prestare assistenza.

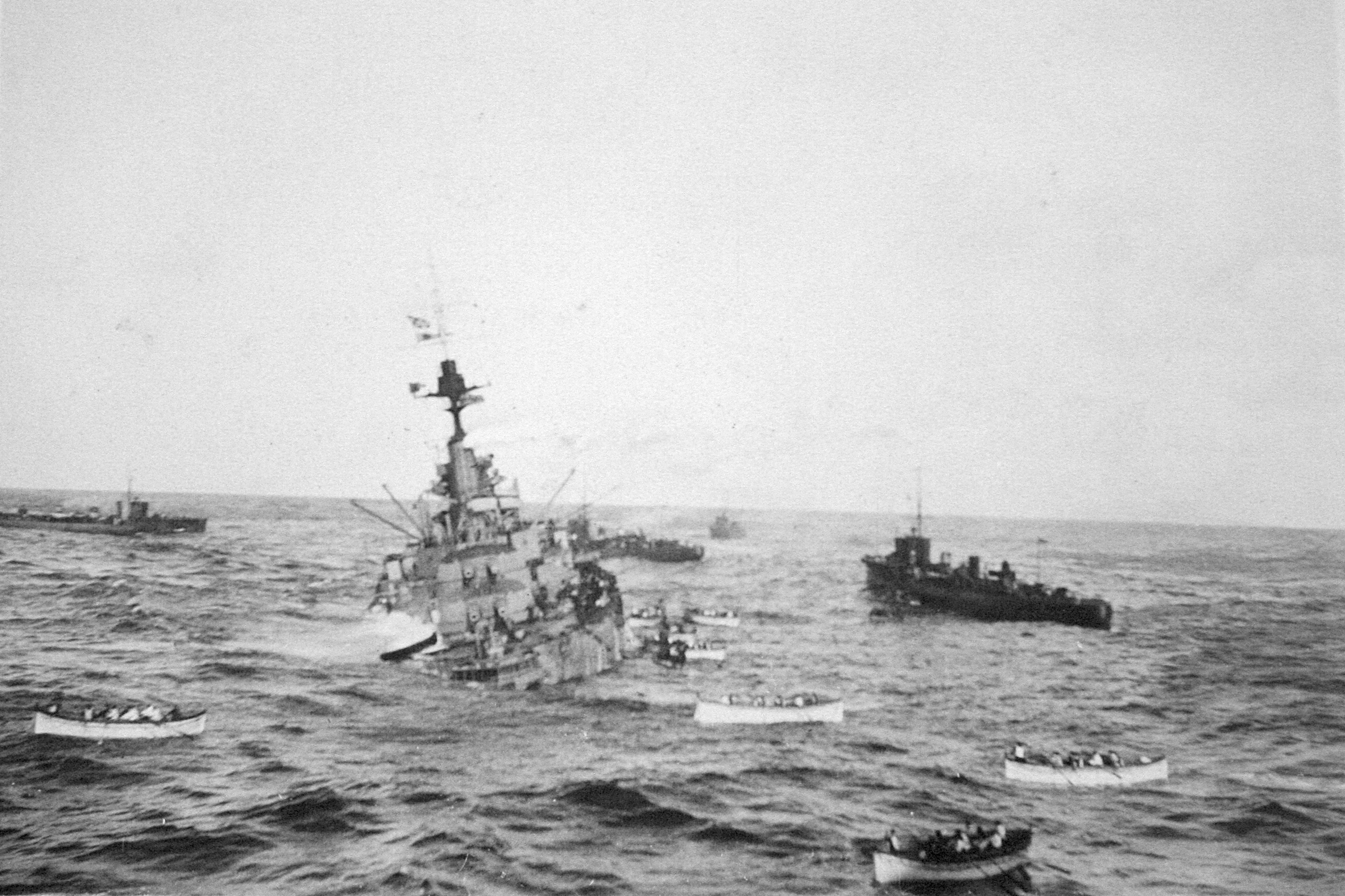
LAudacious e le sue lance con l'equipaggio che si dirigevano verso l'RMS Olympic.

L'esplosione fu a 5 m sotto la chiglia della nave, circa 3 metri a prua della paratia trasversale a poppa della sala macchine di sinistra. La sala macchine di sinistra e i compartimenti esterni adiacenti furono immediatamente allagati, con l'acqua che si espandeva più lentamente alla sala macchine centrale e ai compartimenti adiacenti. La nave rapidamente s'inclinò a sinistra fino a 15°, che furono poi ridotti allagando anche i compartimenti a dritta, quindi per le 09:45 l'inclinazione risultava di 9° alla massima rollata nel mare formato. L'incrociatore leggero Liverpool rimase in zona, mentre Jellicoe ordinò a ogni cacciatorpediniere e rimorchiatore nell'area di assistere, ma non mandò alcuna corazzata a trainare l'Audacious perché supponeva la presenza di un sottomarino nemico nell'area. Avendo intercettato il segnale di richiesta d'aiuto della corazzata, Il transatlantico della White Star Line RMS Olympic, gemello dell'RMS Titanic, arrivò sulla scena.

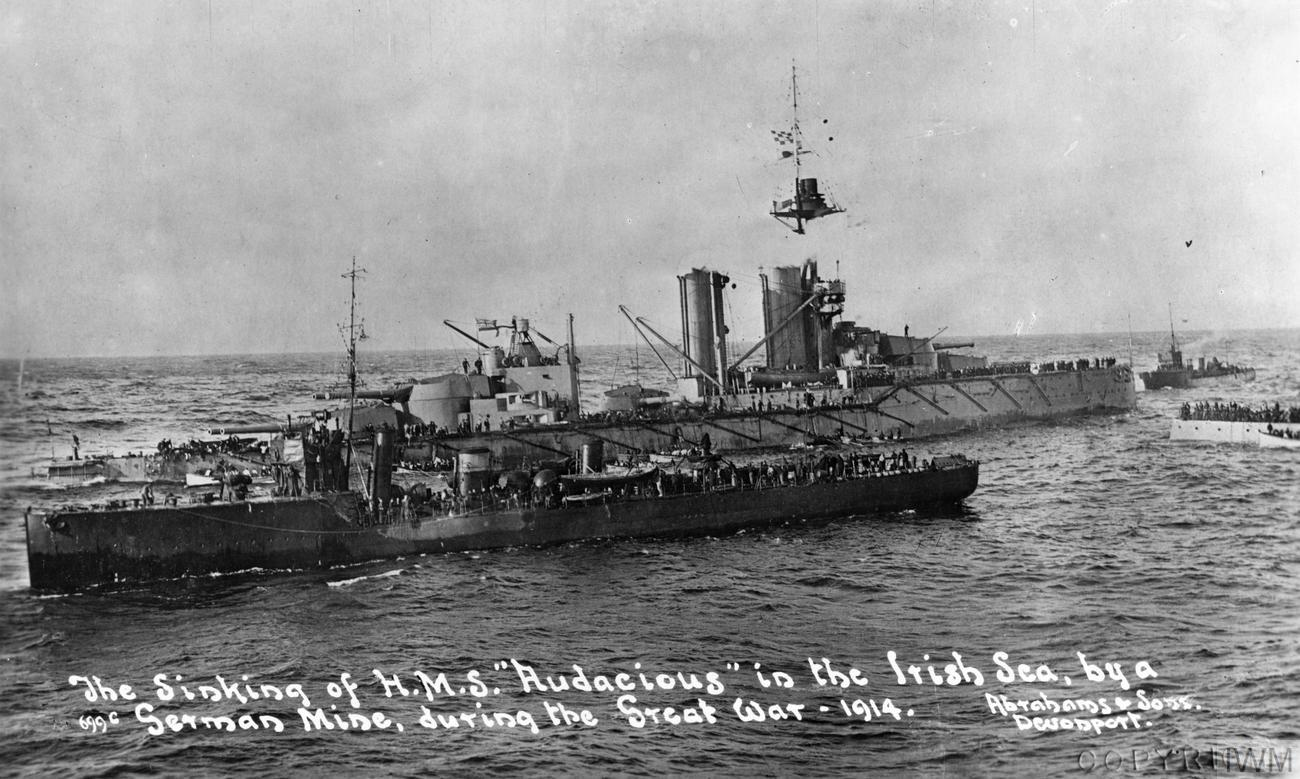
L'equipaggio della corazzata viene evacuato con il supporto di alcuni cacciatorpediniere

La nave poteva fare 9 nodi e Dampier credeva di avere la possibilità di percorrere 25 miglia per raggiungere la costa e spiaggiare la nave quindi virò e fece rotta per Lough Swilly. Dopo circa due ore, la nave aveva coperto 15 miglia quando il costante aumento del livello dell'acqua forzò l'abbandono delle sale macchine di dritta e centrale e la nave iniziò a derivare. Dampier ordinò a tutto l'equipaggio non essenziale di abbandonare la nave, con lance del Liverpool e dell'Olympic di assistenza, e rimasero sulla corazzata solo 250 uomini per le 14:00. Alle 13:30, il comandante Herbert Haddock dell'Olympic suggerì che la sua nave avrebbe potuto provare a rimorchiare l'Audacious. Dampier acconsentì e, con l'assistenza del cacciatorpediniere Fury, una linea di traino fu passata 30 minuti dopo. La nave iniziò a muoversi ma il cavo di traino si ruppe quando fu tranciato dalle eliche dell'incrociatore. Il Liverpool e la nuova arrivata carboniera Thornhill provarono allora a trainare la corazzata ma la linea si spezzò prima di aver fatto alcun progresso.

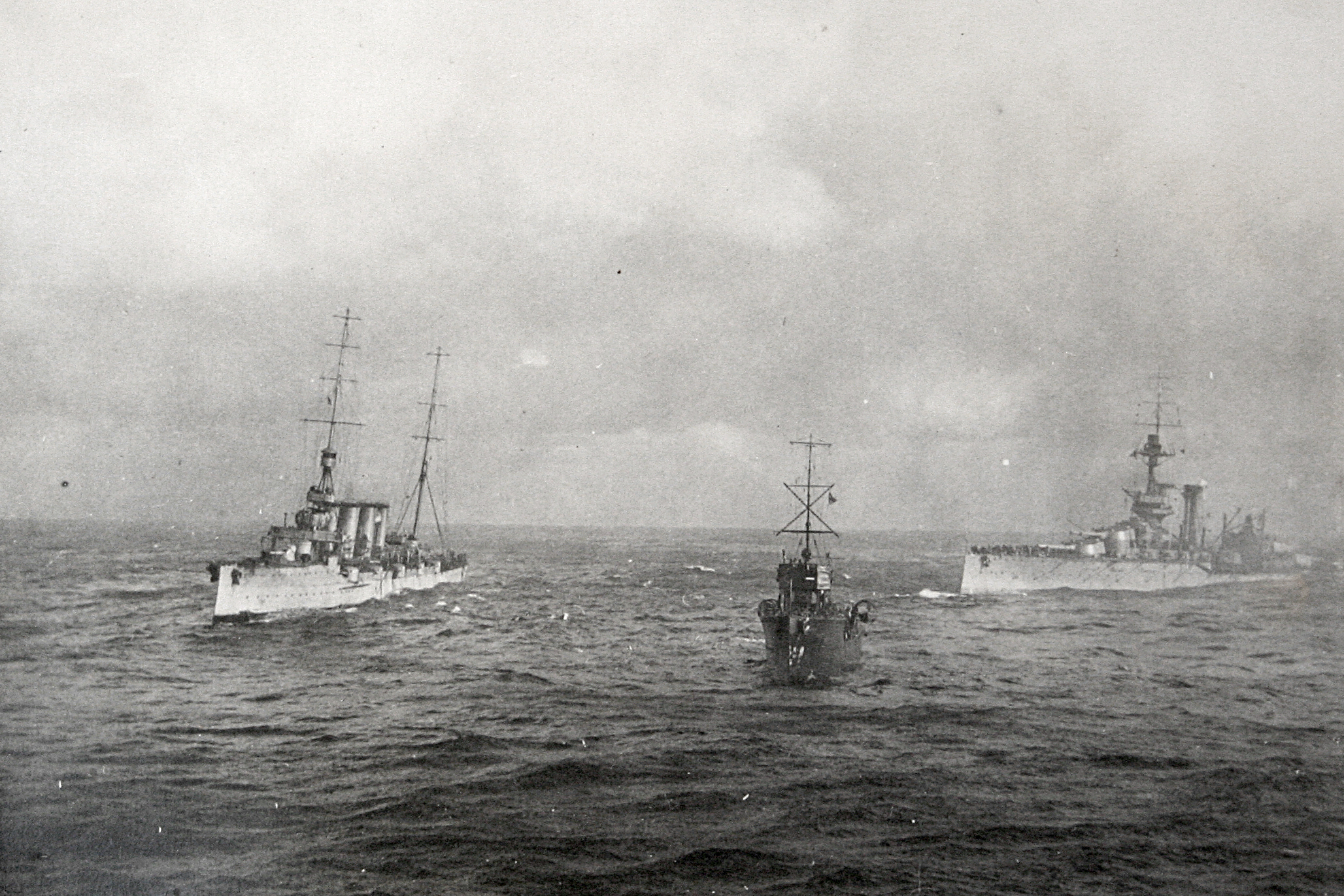
Il Liverpool (sinistra) e il Fury (centro), in combinazione con l'Olympic, cercano di trainare l'Audacious (vista dall'Olympic)

Il viceammiraglio Sir Lewis Bayly, comandante del 1st Battle Squadron, arrivò sulla scena sulla lancia d'altura del Cambria e prese le redini dell'operazione di salvataggio. Dopo aver saputo che due navi erano state nell'area a posare mine nei giorni precedenti e che quindi non c'era rischio di sottomarini, Jellicoe ordinò alla corazzata pre-dreadnought Exmouth di prendere il mare alle 17:00 per tentare di trainare l'Audacious. Dampier ordinò a tutti eccetto 50 uomini di lasciare la nave alle 17:00 e Bayly, Dampier e il resto dell'equipaggio rimasto furono portati via dalla nave alle 18:15 mente scendeva l'oscurità.
Proprio mentre la Exmouth stava avvicinandosi al gruppo, verso le 20:45, l'Audacious s'inclinò repentinamente, si bloccò e poi si capovolse. Galleggiò al contrario, con la prua alzata, fino alle 21:00, quando ci fu un'esplosione che sparò frammenti fino a 90 metri di altezza, seguita da altre due. Le esplosioni sembrarono provenire dalla polveriera B e furono probabilmente dovute alla caduta dei proiettili ad alto potenziale dalle rastrelliere dove erano stoccati accesi dalla cordite presente nella polveriera. Un pezzo di lastra corazzata volò 730 m e uccise un sottufficiale della Liverpool. Questa fu l'unica perdita collegata all'affondamento.

## Conseguenze
Jellicoe immediatamente propose che l'affondamento fosse tenuto segreto. Il consiglio dell'Ammiragliato e il Gabinetto britannico concordarono con l'ammiraglio, un fatto che in seguito fu molto ridicolizzato. Per il resto della guerra il nome dell'Audacious rimase su tutte le liste pubbliche dei movimenti ed attività delle navi. I molti americani a bordo dell'Olympic erano oltre la giurisdizione britannica e discussero quindi del naufragio. Furono fatti molte foto e filmati. Per il 19 novembre la perdita della nave era sicura per i Tedeschi. Il corrispettivo tedesco di Jellicoe, Reinhard Scheer, scrisse dopo la guerra "Nel caso della Audacious approviamo il volere inglese di non voler mostrare una debolezza al nemico, perché le informazioni accurate sulla forza del nemico hanno un effetto decisivo sulle scelte prese."
Il 14 novembre 1918, poco dopo la fine della guerra, sul The Times apparì questa nota sul naufragio:
| “ | H.M.S. Audacious. Un annuncio in ritardo. Il segretario dell'Ammiragliato fa il seguente annuncio: L'H.M.S. Audacious affondò dopo aver colpito una mina davanti alla costa nord dell'Irlanda il 27 ottobre 1914. Il fatto fu tenuto segreto all'urgente richiesta del comandante della Grand Fleet e la Stampa lealmente rispose non dando alcuno spazio all'accaduto. | ” |

Una commissione di revisione della Royal Navy giudicò che un fattore contribuente nella perdita fu che l'Audacious non fosse ai posti di combattimento, con i portelli stagni chiusi e le squadre di soccorso pronte all'intervento. Fu tentato di utilizzare le pompe di circolazione dei motori come pompe di sentina addizionali, ma la rapida salita dell'acqua bloccò i tentativi. Anche se i portelli erano aperti al momento dell'esplosione, fu dichiarato che fossero tutti stati chiusi prima che l'acqua li raggiungesse. Oltre al danno al fondo della nave, l'acqua fu trovata oltre alle paratie stagne a causa di guarnizioni difettose attorno alle tubature e alle valvole, tubazioni rotte e portelli che non si chiudevano a dovere. La Marlborough, della classe seguente ma comunque simile Iron Duke, fu silurata allo Jutland e per parecchio tempo continuò a navigare a 17 nodi nonostante il danno.
Il relitto dell'Audacious fu filmato dalla serie televisiva Deep Wreck Mysteries di History Channel nel 2008. Il programma presentava un'investigazione svolta dall'archeologa marina Innes McCartney e dello storico navale Bill Jurens del relitto e delle circostanze della perdita della nave. Il relitto giace capovolto ad una profondità tra i 58 e i 68 m in acque limpide a 55°32′16″N 7°24′33″W circa 17 miglia al largo di Tory Island. La torretta "B" e parte della sua barbetta furono sparate lontano dal relitto dall'esplosione.